# المقضاب (الصومعة)

تعديل مصدري - تعديل

المقضاب هي إحدى قرى عزلة ال اليحوي بمديرية الصومعة التابعة لمحافظة البيضاء، بلغ تعداد سكانها 893 نسمة حسب تعداد اليمن لعام 2004.